# Anton Lutterbeck
Anton Lutterbeck (eigentlich: Johann Anton Bernhard Lutterbeck; * 23. April 1812 in Averbeck; † 30. Dezember 1882 in Gießen) war ein deutscher katholischer Theologe und klassischer Philologe.

## Leben
Anton Lutterbeck war der Sohn des Arztes Theodor Lutterbeck (1773–1851). Er besuchte das Gymnasium Paulinum in Münster und studierte ab 1828 vier Jahre lang Philologie an der Universität Münster, der Universität Berlin und der Universität Bonn. 1834 bestand er sein Examen als Dozent und absolvierte in Düsseldorf das gesetzliche Probejahr. 1834 nahm er an der Universität Münster ein Studium der katholischen Theologie in Angriff, wurde am 23. September 1837 zum Priester geweiht und erwarb 1839 den akademischen Grad eines Lizentiaten der Theologie. Da er sich gegen den zunehmenden Einfluss des Staates auf Kirchenfragen stellte, wurde ihm in Münster 1840 eine Habilitation verwehrt.
Nachdem Lutterbeck an der Universität  Marburg 1842 zum Doktor der Philosophie promoviert worden war, folgte er am 14. April 1842 einem Ruf an die katholische theologische Fakultät der Universität Gießen, wo er als außerordentlicher Professor über biblische Exegese las. Dort wurde er am 29. März 1844 zum ordentlichen Professor für neutestamentliche Exegese, Enzyklopädie und Apologetik berufen und im selben Jahr promovierte er zum Doktor der Theologie. Da der Hochschulbetrieb der Gießener katholischen theologischen Fakultät 1851 durch die Errichtung eines Bischöflichen Seminars in Mainz eingestellt wurde, wechselte Lutterbeck 1851 an die philosophische Fakultät.
Hier hielt er zunächst Vorlesungen, wurde am 1. Juni 1853 Honorarprofessor und am 30. Juni 1859 ordentlicher Professor der klassischen Philologie. Lutterbeck hatte sich im Laufe seiner Entwicklung immer mehr von den Forderungen der katholischen Kirche abgespalten. Nach einer Auseinandersetzung mit Wilhelm Emmanuel Freiherr von Ketteler legte er seine Priesterfunktionen in der Diözese Mainz nieder. Als er sich gegen die Beschlüsse des Ersten Vatikanischen Konzils wandte, dem dort beschlossenen Dogma der Unfehlbarkeit des Papstes widersprach und sich der Altkatholischen Kirche anschloss, wurde er 1870 exkommuniziert.

## Schriften
Neben zahlreichen Artikeln in Lexika und Fachzeitschriften veröffentlichte Lutterbeck folgende Monographien:
- Apologie des sogenannten Hermesianismus wider einige arge Mißverständnisse Mehrerer seiner Angreifer und Vertheidiger. 1835
- De via ac ratione, qua opus redemptionis christianae in tempore ad finem perducitur. 1839
- De utilitate sacrae scripturae. Gießen 1842 (Antrittsvorlesung)
- Hermenien aus dem Gebiete der relativen Spekulation. 1845, 1851
- Ueber die Notwendigkeit einer Wiedergeburt d. Philol. zu deren wiss. Vollendung. 1847
- Ueber die Natur, ihre Erkenntniß, Beherrschung und Verherrlichung durch die Menschen. 1848
- Der Informativprozeß und seine rechtl. Notwendigkeit für die Entscheidung der Mainzer Bischofsfrage. 1850
- Die vorchristliche Entwickelung – von Die Neutestamentlichen Lehrbegriffe oder Untersuchungen über das Zeitalter der Religionswende, die Vorstufen des Christenthums und die erste Gestaltung desselben : ein Handbuch für älteste Dogmengeschichte und systematische Exegese des neuen Testamentes. 1852, 1. Bd.
- Die nachchristliche Entwickelung – von Die Neutestamentlichen Lehrbegriffe oder Untersuchungen über das Zeitalter der Religionswende, die Vorstufen des Christenthums und die erste Gestaltung desselben : ein Handbuch für älteste Dogmengeschichte und systematische Exegese des neuen Testamentes. 1852, 2. Bd.
- Ueber den philosophischen Standpunkt Baader’s. Mainz 1854 (Online), Neudruck Verlag Kessinger Pub Co, 2010, ISBN 9781160262927
- Offener Brief an den Herrn Bischof von Mainz, Wilhelm Emanuel v. Ketteler. 1860
- Die Freunde Pindar’s. 1865
- Die Clementinen und ihr Verhältniß zum Unfehlbarkeitsdogma. 1872